# Массимо, Франческо Саверио
Франческо Саверио Массимо (итал. Francesco Saverio Massimo; 26 февраля 1806, Дрезден, Саксонское курфюршество — 11 января 1848, Рим, Папская область) — итальянский куриальный кардинал. Префект Дома Его Святейшества и Префект Апостольского дворца с 13 сентября 1838 по 11 января 1842. Префект экономии Священной Конгрегации Пропаганды Веры с 11 марта по 26 декабря 1843. Апостольский легат в Равенне с 14 ноября 1843 по 7 августа 1846. Префект Священной Конгрегации вод и дорог с 7 августа 1846 по 11 января 1848. Кардинал in pectore с 12 февраля 1838 по 24 января 1842. Кардинал-дьякон с 24 января 1842, с титулярной диаконией Санта-Мария-ин-Домника с 27 января 1842.  